# مصباح (اسم)
مصباح هو اسم علم مذكر من أصل عربي، ومعناه هو اسم آلة بمعنى القنديل الفانوس السراج وفي التنزيل ﴿ اللَّهُ نُورُ السَّمَاوَاتِ وَالْأَرْضِ ۚ مَثَلُ نُورِهِ كَمِشْكَاةٍ فِيهَا مِصْبَاحٌ ۖ الْمِصْبَاحُ فِي زُجَاجَةٍ﴾ [ النور من الآية 35].

## شخصيات تحمل الاسم
- مصباح أسامة الحمادي (لاعب كرة قدم ليبي، 7 يونيو 1975[3] – )
- مصباح الأحدب (سياسي لبناني، 1 أبريل 1962 – )
- مصباح البديري (عسكري سوري)
- مصباح الجربوع (1914 – 26 مايو 1958)
- مصباح بنت ناصر (1884 – 15 مارس 1961)
- مصباح حويذق (1902 – 1979)
- مصباح دغيش (لاعب كرة قدم جزائري، 30 مارس 1981 – )
- مصباح رمضان (1851 – )
- مصباح سعد مصباح (6 نوفمبر 1979 – )
- مصباح شنقب (لاعب كرة قدم ليبي، 1963 – )

## وصلات خارجية
- موسوعة السلطان قابوس لأسماء العرب